# タスカルーサ (重巡洋艦)
タスカルーサ (USS Tuscaloosa, CA-37) は、アメリカ海軍の重巡洋艦。ニューオーリンズ級重巡洋艦の4番艦。艦名はアラバマ州タスカルーサに因む。第二次世界大戦では大西洋艦隊に所属して大西洋攻防戦に参加し、太平洋戦争終盤に太平洋艦隊に編入されて太平洋で行動した。

## 艦歴
タスカルーサは1931年9月3日にニュージャージー州カムデンのニューヨーク造船所で起工した。1933年11月15日にトーマス・リー・マッカン夫人（アラバマ州選出下院議員ウィリアム・ベーコン・オリヴァーの姪、トーマス・L・マッカン中尉の妻）によって命名、進水した。1934年8月17日、艦長ジョン・N・ファーガソン大佐の指揮下就役した。

### 大戦前
タスカルーサは秋のシーズンをリオデジャネイロ、ブエノスアイレスおよびモンテビデオへの慣熟航海にあてた。クリスマスの少し前に戻った後、ブルックリン海軍工廠で1935年3月まで調整工事が行われた。
工事が終わると、タスカルーサは西海岸へ向かった。グアンタナモ湾に立ち寄った後、4月7日から8日にかけてパナマ運河を通過し、サンディエゴに到着。同地で第6巡洋戦隊に加わり、5月にハワイ水域とアラスカ近海で行われた演習第16次フリート・プロブレムに参加した。この演習では、アメリカが将来、いくつかの戦略的攻撃を行った際に想定される5つの局面に沿って行われた。演習が終わるとタスカルーサはサンペドロを母港とし、第6巡洋戦隊とともに平時の局地的な演習が繰り返された。
10月下旬、アメリカ合衆国の海軍記念日にあわせて一般公開されることになり、オークランドに入港した。
1936年春、タスカルーサは中央アメリカ、パナマ運河西部方面で行われた第17次フリート・プロブレムに参加し、対潜作戦とこれに対する通信や航空関係との連携についての演習を行った。
1937年5月、タスカルーサはアラスカとハワイの水域およびミッドウェー島近海を行動し、上陸作戦戦術の向上を図る演習を行う一方で、増強された偵察艦隊の一艦として戦艦艦隊との戦闘演習にも参加した。1938年4月から5月にかけても、タスカルーサはハワイ近海で行われた第19次フリート・プロブレムに参加した。
タスカルーサは1939年1月3日にサンディエゴを出港し、パナマ運河を通過してカリブ海に向かった。小アンティル諸島近海で行われた第20次フリート・プロブレムに参加した後、ノーフォーク海軍造船所で小規模な改装を行った。ヨーロッパの情勢が不透明となる中で、アメリカ海軍は大西洋艦隊に重巡洋艦を増強すると発表し、その中にタスカルーサも含まれていた。
改装を終えた後、タスカルーサは姉妹艦「サンフランシスコ (USS San Francisco, CA-38)」 および「クインシー (USS Quincy, CA-39) 」とともにハズバンド・キンメル少将に率いられ、4月8日から南アメリカへの親善航海を行った。5月10日までにカラカス、リオデジャネイロ、ブエノスアイレス、モンテビデオを訪問したあと、5月14日から15日には、3隻の重巡洋艦は強風と激浪、複雑な水路に悩まされながらもマゼラン海峡を通過した。以後、南アメリカ西海岸のバルパライソ、カヤオを訪問。パナマ運河を通過し、6月6日にノーフォークに帰投した。
タスカルーサはしばらくの間待機した後、8月にカナダニューブランズウィック州のカンポベロ島を訪問する大統領フランクリン・ルーズベルトを乗せて航行した。途中、ルーズベルトは5月24日にニューハンプシャー州ポーツマス沖で潜水訓練中に事故で沈没した潜水艦「スコーラス (USS Squalus, SS-192) 」の引き揚げ作業を見学。8月24日にカンポベロ島に到着したルーズベルト大統領は、ニューファンドランド島のいくつかの港を訪問した後、ニュージャージー州サンディフックまで乗艦した。

### 第二次世界大戦

#### 1939年
9月1日、戦争が勃発した時、タスカルーサはノーフォークに停泊中だった。9月5日、大統領ルーズベルトは中立パトロールの実施を宣言し、タスカルーサはその翌日に哨戒に出動した。11日に一旦戻り、3日後にグアンタナモ湾、サンフアンに向かい、9月の残りの期間と10月の間、同地で砲撃訓練を行った。10月27日にカリブ海を去り、ハンプトン・ローズを経て11月5日にノーフォークに帰投した。その後、11月13日から15日にかけてバージニア岬沖で砲撃訓練を行った後、ハンプトン・ローズに12月中旬まで滞在した。
戦争勃発時、アメリカの勢力圏内には約85隻ほどのドイツの商船がいた。その中でも最大の客船「コロンブス (SS Columbus) 」は西インド諸島を航行中だったが、戦争が始まるとメキシコのベラクルスに入港し、脱出のタイミングを図っていた。しかし、12月14日にベラクルスに入港してきた駆逐艦「ベンハム (USS Benham, DD-397) 」によって追い出され、以後7日間「コロンブス」はアメリカの艦艇に追いかけられることとなった。「コロンブス」の船長は、船をデラウェア州沖480キロの海上まで進めた後、東に向けて脱走する計画を立てた。
タスカルーサは「コロンブス」追跡の命を受け、「コロンブス」がベラクルスを追い出された2日後の12月16日、駆逐艦「コール (USS Cole, DD-155) 」および「エリス (USS Ellis, DD-154) 」を伴いノーフォークを出港した。12月19日14時50分、イギリス駆逐艦「ハイペリオン (HMS Hyperion, H97) 」と合流し、間もなく「コロンブス」を発見。「ハイペリオン」はタスカルーサとやり取りを交わした後、「コロンブス」の前方に砲弾を2発撃ち込んで停船させた。
米英艦艇に包囲された「コロンブス」の船長は、2人の乗組員を残して9人の女性搭乗員を含んだ577人のドイツ人を救命ボートに移した後、船を自沈させた。「ハイペリオン」は脱出した乗員乗客を収容するスペースがなかったので、その役割はタスカルーサに割り当てられた。「コロンブス」の船長は救命ボートを集めた上で、捕虜として扱われる「ハイペリオン」ではなく、一般の遭難船員として扱われるタスカルーサに向かうことを決め、救助された。一般の乗員乗客は水上機格納庫に収容され、女性搭乗員は医務室に収容された。
タスカルーサは「コロンブス」の乗員乗客を降ろすためニューヨークに向かい、12月20日にエリス島に上陸させた。タスカルーサは12月21日にニューヨークを出港し、翌日にノーフォークに戻った。コロンブス号の乗員乗客の大部分は太平洋から大日本帝国とソビエト連邦を経由してドイツに戻ろうとしたが、日本郵船の貨客船「龍田丸」は出港直前に乗船中止。さらに貨客船浅間丸（アメリカ発、日本行き）が、イギリス軽巡洋艦「リヴァプール (HMS Liverpool, C11) 」に臨検されてドイツ乗客21名が捕虜となる浅間丸事件が発生した。エンジェル島収容所のコロンブス号乗組員や乗客は苦境に立たされることになった。

#### 1940年
ノーフォークで1940年を迎えたタスカルーサは、1月11日に姉妹艦「サンフランシスコ」および第5戦艦戦隊の戦艦「ワイオミング (USS Wyoming, BB-32) 」、高速輸送艦「マンリー (USS Manley, AG-28) 」とともに西インド諸島へ向かい、カリブ海での演習に参加した。1月16日にクレブラ島に到着したタスカルーサや他の艦艇は2日後にグアンタナモ湾に移動し、1月18日から27日まで艦隊訓練に従事した。1月29日にノーフォークに戻ったタスカルーサは、2月2日までノーフォーク海軍造船所で大統領ルーズベルトの旗艦用設備の整備を行った。2月7日にグアンタナモ湾に到着し、3日後には駆逐艦「ラング (USS Lang, DD-399) 」とともにペンサコーラに向かい、14日に到着した。
翌日、タスカルーサはルーズベルトを乗艦させ、護衛の駆逐艦「ジョーエット (USS Jouett, DD-396) 」とともにラテンアメリカ沿岸視察に出港した。タスカルーサがパナマ運河を通過した際、ルーズベルトは運河の太平洋側の防衛施設を視察し現地の陸海空各部隊の司令官と会合を行った他、様々な場所で釣りを楽しんだが、釣果は芳しくなかった。タスカルーサはペンサコーラでルーズベルトを降ろした後、3ヵ月のオーバーホールのためブルックリン海軍工廠に向かった。オーバーホールを終えると中立パトロールに戻り、夏から秋にかけてはバミューダ諸島とカリブ海との間を哨戒した。
12月3日、ルーズベルトはタスカルーサに乗艦してマイアミに到着。イギリス海軍に供与される50隻の平甲板型駆逐艦を見学した。その後、タスカルーサはキングストン、セントルシア、アンティグア島およびバハマを訪問。ルーズベルトはバハマで、バハマ総督ウィンザー公および公爵夫人とともに釣りを楽しんだ。ルーズベルトがラテンアメリカの島々を訪問している間、イギリスへの武器供与の方式についての問題が浮上した。当時のイギリスは夏のバトル・オブ・ブリテンを乗り切った直後であったが、依然として戦略物資を欲していた。そこで、アメリカは武器をイギリスに売却することとなり、これは中立法を侵害する可能性があった。しかし、イギリス側の資金が少なかったので、ルーズベルトは「武器貸与プログラム」という形でイギリスに武器を供与する決定を下し、レンドリース法を制定した。12月16日、ルーズベルトはチャールストンでタスカルーサから降り、計画を実行に移すためワシントンD.C. に急行した。タスカルーサはノーフォークに向かい、12月22日に駐仏大使として赴任するウィリアム・リーヒ大将夫妻を乗せ、駆逐艦「アップシャー (USS Upshurm, DD-144) 」と「マディソン (USS Madison, DD-425) 」に護衛されてポルトガルのリスボンに向かった。その際、タスカルーサの二番砲塔と三番砲塔には、誤爆防止のため星条旗が描かれた。リスボンでリーヒ夫妻を降ろしたタスカルーサは、1941年1月11日にノーフォークに帰投した。

#### 1941年
タスカルーサは3月2日まで航海訓練を行った後、バミューダに新しく開設されたアメリカ海軍の施設に向かい、4月8日に到着した。その後、バミューダを中心に空母「レンジャー (USS Ranger, CV-4) 」、重巡洋艦「ウィチタ (USS Wichita, CA-45) 」、駆逐艦「ケアニー (USS Kearny, DD-432) 」および「リヴァモア (USS Livermore, DD-429) 」とともに中立パトロールで北大西洋の航路を哨戒した。5月下旬、デンマーク海峡の海戦でイギリス戦艦「プリンス・オブ・ウェールズ (HMS Prince of Wales) 」が撃退され、イギリス巡洋戦艦「フッド (HMS Hood) 」が沈没した。タスカルーサは、ドイツ重巡洋艦「プリンツ・オイゲン (DKM Prinz Eugen) 」とともに大西洋の霧にまぎれたドイツ戦艦「ビスマルク (DKM Bismarck) 」に対する備えをするよう命じられたが、「ビスマルク」は間もなく発見されて撃沈され、タスカルーサは再び単調な中立パトロールの任務に戻った。
8月8日、タスカルーサはバミューダを出港しニューファントランド島に向かった。途中、アメリカ陸軍航空軍司令官ヘンリー・アーノルド少将、戦争計画部次長リッチモンド・K・ターナー少将、戦争計画部参謀フォレスト・シャーマン大佐を乗せ、ニューヨーク沖で重巡洋艦「オーガスタ (USS Augusta, CA-31) 」と合流し、3隻の駆逐艦に護衛されてアルゼンチア海軍基地に到着。オーガスタには大統領ルーズベルトが乗艦し、戦艦「プリンス・オブ・ウェールズ (HMS Prince of Wales) 」で来訪した英国首相ウィンストン・チャーチルと合流した。ルーズベルトとチャーチルは8月12日まで会談を行い、議論の結果を「大西洋憲章」として公表した。会談終了後、タスカルーサはポートランドまで国務次官サムナー・ウェルズを乗艦させた。
9月に入り、タスカルーサはアイスランドに派遣される海兵隊を乗せた輸送船団に合流。間もなく、戦艦「アイダホ (USS Idaho, BB-42) 」「ミシシッピ (USS Mississippi, BB-41) 」「ニューメキシコ (USS New Mexico, BB-40)」、重巡「ウィチタ」および2個駆逐艦群とともに新しい任務群を編成し、ロバート・C・ギッフェン少将の指揮下、アメリカ独立戦争時の大陸軍の冬季野営地であるバレーフォージに擬えられたクヴァールフィヨルズル (Hvalfjörður、ハヴァルフィヨルドとも) を中心に、厳しい寒さや風雪とも戦いながらデンマーク海峡の哨戒にあたった。11月5日、タスカルーサは「ウィチタ」とともに艦内の可燃物を撤去し、また同時に、「ビスマルク」の姉妹艦であるドイツ戦艦「ティルピッツ (DKM Tirpitz) 」の動向にも注意を払った。「ティルピッツ」は姿を見せなかったものの、次第にアメリカ艦船に対する攻撃が行われるようになった。駆逐艦「グリーア (USS Greer, DD-145) 」に対するUボートの雷撃およびケアニーの被雷、そして駆逐艦「ルーベン・ジェームズ (USS Reuben James, DD-245) 」は雷撃で沈没した。さらに、非戦闘艦艇である給油艦「サリナス (USS Salinas, AO-19) 」に対しても魚雷が発射されたことで、事実上すべてのアメリカ艦船がUボートの攻撃対象となっていった。
12月7日（日本時間8日）に真珠湾攻撃があり、アメリカは12月11日にドイツ、イタリア両国に宣戦布告した。

#### 1942年
1942年1月6日、タスカルーサは重巡「ウィチタ」および駆逐艦「グレイソン (USS Grayson, DD-435) 」および「メレディス (USS Meredith, DD-434) 」とともに出撃し、デンマーク海峡で訓練を行った後ボストンに向かい、1月8日から2月20日までボストン海軍工廠でオーバーホールに入った。オーバーホール後、タスカルーサはカスコ湾で訓練を行った後ニューヨークに向かい、戦艦「ワシントン (USS Washington, BB-56) 」麾下の第39.1任務群（ジョン・W・ウィルコックス少将）に合流した。第39.1任務群はカスコ湾からスカパ・フローに向かったが、その途中の3月27日、ワシントンの艦内からウィルコックス少将の姿が消えた。タスカルーサは、ワシントンの左舷側から嵐の大西洋の中に人が転落するのを目撃していた。ウィルコックス少将の行方不明により、第39.1任務群の指揮権はギッフェン少将に移譲された。
タスカルーサは4月4日にスカパ・フローに到着し、まずイギリス海軍制式の信号と連携を取る訓練が行われた。その後、イギリス本国艦隊（ジョン・トーヴェイ大将）との訓練に従事した後、ソ連向けの輸送船団の護衛に出動した。この頃、英米軍はノルウェーのフィヨルド内で静まり返るティルピッツの誘い出しを試みていた。しかし、誘い出しは成功しなかったばかりか、1942年6月にはPQ17船団が大損害を受けた。ソ連向け船団の運行は約2ヵ月停止し、その間、船団の運用方法について検討された。
8月中旬、タスカルーサはソ連向けの航空魚雷、弾薬および医療機器を含んだ物資を運ぶため、駆逐艦2隻に護衛されてコラ半島に向かったが、1人の乗組員が髄膜炎の兆候を見せたため、セイジスフィヨルズル (Seyðisfjörður、セイディスフィヨルドとも) で件の乗組員を降ろした上で8月19日に出港した。翌日、タスカルーサはドイツの偵察機に発見されたが、進路を変えた上で悪天候の中に姿をくらませることによって、敵襲を避けた。8月22日に2隻のイギリス駆逐艦がタスカルーサに合流し、翌日、出迎えのソ連海軍の護衛艦の誘導を受けてコラ半島に入った。タスカルーサは物資を下ろし、代わりに243人の船客を乗せた。この船客の大部分は、先のPQ17船団の受難における生存者だった。8月24日、タスカルーサはコラ半島を後にして、28日にセイジスフィヨルズルに到着。クライド川河口に向かい、船客を降ろした。その後、タスカルーサは本国艦隊から外れ、ハヴァルフィヨルドを経由してアメリカに帰国し、短期間のオーバーホールを受けた。
11月8日に開始されたトーチ作戦において、タスカルーサは第34.1任務群（ギッフェン少将）の一艦として「ウィチタ」や戦艦「マサチューセッツ (USS Massachusetts, BB-59) 」とともにカサブランカ沖でヴィシー政権海軍と交戦（カサブランカ沖海戦）する一方、カサブランカの港湾やヴィシー政権側の船舶に対して艦砲射撃を行い、船舶は港内でのた打ち回っていた。港内にいたフランス戦艦「ジャン・バール」は稼動可能な主砲で沿岸砲台とともに反撃したが、やがて空襲により沈黙させられた。タスカルーサは「ジャン・バール」からの反撃と潜水艦の雷撃を受けたが被害なく、補給の後カサブランカ沖で哨戒を行い、改装のためアメリカに戻った。

#### 1943年
修理の後、タスカルーサは1943年3月から5月の間は北アフリカ戦線に対する、米英軍のほか自由フランス軍を乗せた輸送船団の護衛でチュニジアに向かった。その一方で、スピードを生かして大西洋を突破するドイツの封鎖破り船に対する警戒を行った。5月下旬には、英首相チャーチルを乗せニューヨークに向かう輸送船「クイーン・メリー (RMS Queen Mary) 」を護衛した。その後、タスカルーサは重巡「オーガスタ (USS Augusta, CA-31) 」と合流し、ボストン海軍工廠で10日間の整備を行った。整備後、タスカルーサは空母「レンジャー (USS Ranger, CV-4) 」とともに輸送船「クイーン・エリザベス (Queen Elizabeth) 」をハリファックスからスカパ・フローまで護衛。スカパ・フローに到着後は、北海での行動を経てイギリス本国艦隊の下で再び行動することとなった。10月2日、タスカルーサとレンジャーは、ノルウェーのボードーにあるドイツ軍施設や港湾を攻撃するリーダー作戦に参加。これは、ヨーロッパ方面におけるアメリカの空母艦載機による初めての空襲作戦だった。ドイツ空軍機が反撃してきたが、上空警戒の戦闘機により撃墜された。間もなく「ティルピッツ」が出撃し、スピッツベルゲン島に対して艦砲射撃を行った後、すぐに姿をくらました。
タスカルーサは、冬が来る前にスピッツベルゲン島に対する輸送作戦に参加した。10月17日、物資を積んだ2隻のLCVPをタスカルーサと英米の4隻の駆逐艦が護衛しセイディスフィヨルドを出撃。イギリス戦艦「アンソン (HMS Anson, 79) 」、同重巡洋艦「ノーフォーク (HMS Norfolk, 78) 」、「レンジャー」および6隻の駆逐艦が間接護衛についた。19日朝、タスカルーサとLCVPはスピッツベルゲン島に到着。外洋で駆逐艦が対潜警戒を行う中、タスカルーサは測候所を復旧する160人の工員を上陸させ、物資を下ろした。夕方までには一切の作業は終わり、タスカルーサはセイディスフィヨルドに帰投し、元来のスピッツベルゲン島守備隊員をクライドに乗せていった。タスカルーサはアイスランドに向かった際、ドイツ艦隊を誘い出すべくノルウェー沿岸部で行動したが、ドイツ艦隊は出てこなかった。タスカルーサは本国艦隊を外れ、12月3日にニューヨークに到着してオーバーホールに入った。

#### 1944年
1944年2月、オーバーホールを終えたタスカルーサは4月までカスコ湾で艦隊訓練と対地攻撃訓練を行い、無線装置と電子機器更新のためボストン海軍工廠に入渠した。工事終了後、タスカルーサは第7巡洋戦隊（モートン・デヨ少将）に加わり、ノルマンディー上陸作戦に備えるためクライドに向かった。攻撃開始日前の数日間、タスカルーサはさらに対地攻撃訓練を行った。6月3日、タスカルーサは第125任務部隊の一艦としてノルマンディーの海岸に向かった。6月6日の上陸作戦当日、タスカルーサはセーヌ湾寄りの海岸防御陣地に対して艦砲射撃を行った。6月9日、弾薬を使い果たしたタスカルーサはプリマスで補給を行い、11日には戦場に戻って21日まで火力支援任務を行った後、イギリスに帰投。5日後の6月26日、タスカルーサはシェルブールの戦いを支援するため出撃し、海岸砲台と交戦した。ドイツ側の反撃はタスカルーサに回避運動を行わせたが、海からの砲撃と空襲により、正午までにはすべてが沈黙した。
7月に入ってノルマンディー方面の戦況が落ち着くと、タスカルーサはドラグーン作戦に参加することとなり、ベルファストを経て地中海に転戦した。タスカルーサはオランで砲撃訓練を行った後、8月13日からパレルモを拠点として行動した。2日後に作戦は開始され、タスカルーサは上陸部隊の援護射撃を行った。陸上に目ぼしい目標を発見するたびに、タスカルーサは即座に8インチ砲で目標を木っ端微塵にした。
その後の11日間、タスカルーサはイタリア方面へ進撃する陸上部隊をひたすら援護するため、陸上砲台を見つけては砲撃で破壊した。Ju 88 爆撃機や Do 217 爆撃機は単機あるいは小さな集団を組み、誘導爆弾を用いて反撃してきたが、レーダー制御やジャミング、対空砲火を駆使して空からの夜襲を封じた。9月に入り、南フランス戦線の戦局に目処がついたので、タスカルーサはヨーロッパを後にしてアメリカに戻り、フィラデルフィア海軍造船所で改装を行った。

#### 1945年
改装後、タスカルーサはチェサピーク湾で短期間訓練を行った後、パナマ運河を通過して太平洋に入ったことを太平洋艦隊司令長官チェスター・ニミッツ大将に通告した。サンディエゴを経由して真珠湾に到着し、道中で訓練を行いながらウルシー環礁に向かって1945年1月に到着した。
2月16日、タスカルーサは第5艦隊（レイモンド・スプルーアンス大将）の一艦として硫黄島の戦いに参加。火力支援部隊として硫黄島に対し艦砲射撃を行い、3日後の上陸日には島の奥深くまで砲弾を届かせた。以後、3月14日まで絶え間ない砲撃と照射により戦闘の援護を行った。
タスカルーサはウルシーに一旦戻って4日間にわたって補給と整備を行った後、沖縄戦に参加した。3月25日の聖枝祭当日、タスカルーサは事前の航空偵察に基づいて艦砲射撃を行ったが、作戦自体は、補給の問題により6日間繰り下げられた。
タスカルーサは沖縄戦において、ヨーロッパ戦線では見たこともなかった航空攻撃である神風特別攻撃隊の攻撃に直面した。タスカルーサに対しても2機の特攻機が突入してきたが、1機はタスカルーサを飛び越えて戦艦「テキサス (USS Texas, BB-35) 」の方に突入したが、射撃を受け海中に墜落した。もう1機は護衛の駆逐艦の方に向かっていったが、こちらもタスカルーサの射撃により撃墜された。タスカルーサは6月28日まで沖縄水域で行動した後、2日後にレイテ湾に到着。第7艦隊（トーマス・C・キンケイド大将）の指揮下に入り、戦闘報告書を提出した。およそ6週間後の8月15日、日本が降伏して戦争が終わった。
タスカルーサは第二次世界大戦の戦功で7個の従軍星章を受章した。

### 戦後
8月27日、タスカルーサは第7艦隊の僚艦と共にフィリピンのスービック湾を出航し、朝鮮半島および満州に向かった。途中、タスカルーサは青島、大連に寄港し、満州の旅順口、煙台、大沽炮台、威海、秦皇島を訪れた。9月8日に仁川に停泊し、海兵隊の上陸を支援した。22日間の滞在の後、タスカルーサは9月30日に出航し海兵隊上陸支援のため大沽炮台に向かう。その後10月6日に煙台に向かうが、途中仁川に向かうよう指令を受ける。
国民党と共産党は以前日本軍が支配していた領域で対峙し、アメリカ軍はオブザーバーとして不安定な役割にあった。タスカルーサは共産党勢力下の煙台沖に10月13日到着し、11月3日まで停泊、八路軍と連日の会議を行った。11月3日、タスカルーサは出航し青島に向かう。青島に一晩停泊し、上海に移動、同地で214名の陸軍兵士および118名の海軍兵士を乗せ、「マジック・カーペット作戦」任務で彼らを本国へと運んだ。
11月26日にハワイに到着し、同地で旅客用の装備が行われた。加えて206名の帰還兵が乗艦し、28日にハワイを出航、12月4日にサンフランシスコに到着した。修理後タスカルーサは12月14日に出航、ソロモン諸島を経由してニューカレドニアのヌメアに向かう。タスカルーサはガダルカナル島で帰還兵を乗せ、ラッセル諸島で同じく兵を乗艦させた。ヌーメアには1946年の元日に到着し、同日午後に500名以上の乗客を乗せて西海岸への帰路に就いた。1月9日に真珠湾に到着し燃料を補給、追加の帰還兵を乗艦させ、1月10日にサンフランシスコに向けて出航、5日後に到着する。1月29日、タスカルーサはサンフランシスコを出航し東海岸へ向かい、最後の巡航に出発した。
2月13日にフィラデルフィアで予備役となったタスカルーサはその後保管され、1959年3月1日に除籍された。1959年6月25日にメリーランド州ボルチモアのボストン・メタルズ社にスクラップとして売却された。